# Vírus da esgana canina
O vírus da esgana canina (CDV, do inglês Canine Distemper Virus), também conhecido como vírus da cinomose canina, é um vírus com invólucro de ARN de cadeia simples e polaridade negativa pertencente ao género Morbillivirus, à família Paramyxoviridae e à ordem Mononegavirales. Apesar do vírus ser primariamente conhecido pela doença que causa em cães, a esgana ou cinomose, o vírus infecta uma variedade de hospedeiros incluindo lobos, guaxinins, hienas, leões, furões, focas e macacos.  O vírus da esgana canina tem elevada importância veterinária e ambiental.

## Patologia
O vírus da esgana canina provoca uma doença do mesmo nome caracterizada por uma infecção sistémica, com especial incidência no sistema gastrointestinal, sistema respiratório e sistema nervoso. Após exposição, o vírus infecta inicialmente os nódulos linfáticos bronquiais e as amígdalas seguido por um estado de virémia que leva a um reduzido número de linfócitos circulantes e plaquetas. Febre, inflamação ocular anorexia são sintomas comuns desta fase. Doze dias após contacto inicial com o vírus, sintomas gastrointestinais, como diarreia, vómito e perda de apetite, e sintomas respiratórios, como apneia e tosse, começam a aparecer acompanhados por infecções secundárias de patogénios oportunistas. Complicações do sistema nervoso comuns nesta infeção incluem a inflamação do cérebro e da medula espinal que levam a espasmos musculares e episódios de extensa salivação e movimentos involuntários da mandíbula. Esta convulsões pioram com o desenvolvimento da doença, culminando na morte do animal em 50% dos casos em cães adultos e 80% em filhotes.

## Epidemiologia
A transmissão do vírus da esgana é normalmente feita por via de pequenas gotículas expelidas pelo animal infetado, denominadas de aerossóis, ou por exposição a exsudados respiratórios. 
Cerca de 50% dos cães suscetíveis ao vírus da esgana são infetados mas apresentam não apresentam sintomas clínicos. No entanto, em cachorros existe uma maior prevalência do vírus. 

### Portugal
Em Portugal Continental, para além de cães domésticos, o vírus da esgana também infecta animais selvagens, como sugerido pela deteção de anticorpos específicos para o vírus da esgana em lobos e raposas-vermelhas. 

## Organização molecular
O vírus da esgana é bastante semelhante ao vírus do sarampo e é composto por uma única molécula de ARN, linear de cadeia simples e polaridade negativa. Contém cerca de 15.000 nucleótidos codifica oito proteínas: seis proteínas estruturais e duas não-estruturais. As proteínas estruturais são: N ou nucleoproteína; P ou fosfoproteína; M ou proteína da matrix; H ou hemaglutinina; F ou proteina de fusão e L ou ARN-polimerase dependente de ARN. As proteínas C e V (não-estruturais) são traduzidas alternadamente do gene de P. O genoma de ARN encontra-se associado à nucleoproteína, formando uma longa cadeia helicoidal. Por sua vez, esta nucleocápside associa-se às proteínas L e P formando um complexo conhecido como o complexo ribonucleoproteico (RNP). Sendo um vírus com invólucro, o complexo RNP é circundado por um invólucro lipídico o que tem origem na membrana citoplasmática da célula hospedeira. Nesta membrana, encontram-se duas proteínas virais H e F.  